# Posavje
Posavje je neformalna slovenska pokrajina v Vzhodni Sloveniji, ki zajema občine Brežice, Krško, Kostanjevica na Krki, Sevnica, in od leta 2015 naprej tudi občini Radeče in Bistrica ob Sotli. Od šestih občin ima krška status mestne občine, od šestih občinskih središč pa je pet mest, od katerih je najstarejše Kostanjevica na Krki, Bistrica ob Sotli pa je trg. Za neformalno središče pokrajine velja mesto Krško. Glavna zdravstvena ustanova je Splošna bolnišnica Brežice, vlogo pokrajinskega muzeja pa opravlja Posavski muzej Brežice, ki domuje v gradu Brežice. Najpomembnejši izobraževalni ustanovi sta dve fakulteti Univerze v Mariboru: Fakulteta za energetiko v Krškem in Fakulteta za turizem v Brežicah. Uradno glasilo šestih posavskih občin je Posavski obzornik.
Pokrajina leži na porečju rek Save, Krke, Sotle, Sopote, Mirne in Bistrice. Veliki predeli občin Krško, Kostanjevica na Krki in Brežice ležijo na Krškem polju. Najvišji vrh Posavja je Veliko Kozje (993 m) na meji med občinama Sevnica in Laško. Lega pokrajine je tudi prednost, saj leži ob 10. železniškem koridorju München–Bukarešta in ob Avtocesti A2 Jesenice–Ljubljana–Zagreb.

## Znamenitosti
- Grad Brežice z največjo viteško dvorano v Sloveniji
- Grad Rajhenburg z najstarejšimi grajskimi freskami v Sloveniji
- Bazilika Lurške Matere Božje, Brestanica, ena od sedmih bazilik v Sloveniji
- Cistercijanski samostan Kostanjevica na Krki (Galerija Božidar Jakac) z največjim arkadnim dvoriščem v Sloveniji (tudi med grajskimi)
- Kostanjevica na Krki, edino otoško naselje v Sloveniji
- Kostanjeviška jama
- Svete gore, romarsko središče z največ svetišči na enem mestu (5) v Sloveniji, od katerih sta kapela sv. Jurija in kapela sv. Martina najstarejši ohranjeni stavbi v Sloveniji
- Ajdovski gradec, Vranje, arheološki ostanki poznoantične rimske utrdbe
- Neviodunum, eno od treh mest iz rimskega obdobja v Sloveniji
- Terme Čatež, največje naravno zdravilišče v Sloveniji in drugo največje turistično središče v Sloveniji
- Jedrska elektrarna Krško, edina jedrska elektrarna v Sloveniji
- Letališče Cerklje ob Krki, edino vojaško letališče v Sloveniji

## Znani Posavci
- Melania Trump, prva dama Združenih držav Amerike
- Jurij Dalmatin, avtor Dalmatinove Biblije, prvega prevoda Svetega pisma v slovenščino
- Adam Bohorič, avtor Prostih zimskih uric, prve slovenske slovnice
- Maks Pleteršnik, največji slovenski slovaropisec
- Jože Toporišič, vodilni slovenski jezikoslovec druge polovice 20. stoletja.
- Stanislav Lenič, ljubljanski pomožni škof
- Lojze Grozde, mučenec in blaženi
- Anton Umek, pesnik in pisatelj
- Ludvik Mrzel, novinar, pisatelj, prevajalec in kritik
- Albin Rudan, klarinetist Ansambla bratov Avsenik

## Prebivalstvo
Posavje ima negativni naravni prirastek, kar pomeni, da umre več ljudi, kot se jih rodi. To pa nujno ne pomeni, da ima malo prebivalcev. Število se vztrajno veča zaradi selitev prebivalstva iz drugih regij in držav.

## Industrija
Pokrajina ni industrijsko močna. Vendar pa so v njej zastopane tako primarne, sekundarne, terciarne in kvartarne industrijske panoge.

### Primarne panoge
Evrosad Krško in še mnogo manjših sadjarjev (Sadjarska zadruga Posavja), vrtnarija Čatež, Vinska klet Krško.

### Sekundarne panoge
Lisca Sevnica, Tovarna pohištva Brežice, tovarna papirja Vipap Videm Krško, Stilles Sevnica, Kopitarna Sevnica, Tanin Sevnica, Prais Sevnica, Siliko Boštanj, Implet, Chemcolor Sevnica, Adria mobil, Gradnje Boštanj, Termoglas Boštanj, Integral Brebus.

### Terciarne panoge
Terme Čatež, razni kmečki turizmi, delovna mesta v vzgoji in izobraževanju, Sl inženiring, Savske elektrarne – HSE, Slovenska vojska, Splošna bolnišnica Brežice.

### Kvartarne panoge
Jedrska elektrarna Krško, javna uprava, zdravstvo, vojska.

## Pomembnejši objekti

### Zdravstvo
Splošna bolnišnica Brežice, Zdravstveni domovi Krško, Brežice, Sevnica, Dializni center Krško, Aristotel, zdravstveni center d.o.o.

### Vzgoja in izobraževanje
Številne osnovne šole, Gimnazija Brežice, Ekonomska in trgovska šola Brežice, Šolski center Krško - Sevnica s Tehniško gimnazijo Krško, Fakulteta za energetiko v Krškem, Fakulteta za turizem v Brežicah.

### Javna uprava
Upravne enote Brežice, Krško in Sevnica, mejni prehod za mednarodni promet Obrežje, železniški mejni prehod Dobova, vojaško letališče Cerklje ob Krki.

### Energetika
Termoelektrarna Brestanica, Jedrska elektrarna Krško, veriga hidroelektrarn na spodnji Savi: Vrhovo, Boštanj, Blanca, Krško in Brežice.

### Turizem
Gradovi: Brežice, Mokrice, Rajhenburg, Raka, Sevnica.
Terme: Terme Čatež, Terme Paradiso (Dobova).
Planinska domova: Tončkov dom na Lisci (927 m), Koča na Bohorju (896 m).
Hoteli: Hotel City Krško, Tri lučke Hotel (Sremič nad Krškim), Hotel Ajdovec (Sevnica).
Kostanjeviška jama, Ajdovska jama, Vinorodni okoliš Bizeljsko - Sremič, repnice.

## Šport
Atletska kluba: Sevnica in Brežice.
Nogometni klubi: Radeče, Brežice, Krško ter malonogometni-futsal klub KMN Sevnica.
Rokometni klubi Radeče, Sevnica, Krško, Brežice, Dobova ter ženski rokometni klub Brežice.
Ženski odbojkarski klubi: Brestanica, Kostanjevica na Krki ter Posavski odbojkarski klub Krško.
Motoristična kluba: Brežice in Krško, kjer so vozniki spidveja.
Obstaja še kar nekaj klubov borilnih veščin pa Smučarsko skakalni klub Spodnje Dule, nekaj strelskih klubov in tako naprej ...